# 청송 농약 소주 음독 사건
청송 농약 소주 음독 사건(靑松農藥燒酒飮毒事件)은 2016년 3월 9일 오후 9시 40분경, 경상북도 청송군 현동면 눌인3리 마을회관에서 주민 박 씨와 허 씨가 고독성이 있는 소주를 나눠 마신 뒤, 신음을 하여 병원으로 옮겼으나 그중 1명이 사망한 사건이다.

## 사건 개요
지난 2016년 3월 9일 밤, 마을회관에서 고독성 농약을 섞어 넣은 소주를 주민 2명이 나눠 마신뒤, 신음을 하여 그중 1명이 사망하였다. 수사결과 누군가 고의적으로 농약을 넣은 소주를 김치냉장고에 있던 다른 소주병 사이에 넣은 것으로 보고 추정하고 수사를 하고 있지만, 아직 답보상태이다. 
사건 당일에 김치냉장고에 있던 38병의 소주가운데 범행에 사용된 소주 1병 말고는 피해가 없었던것으로 보고 소주를 마실사람만 노렸을 것으로 보고 있다.

## 같이 보기
- 상주 농약 음료수 음독 사건